# بحيرة جينيسيت
بحيرة جينيسيت (بالإنجليزية: Genesee Lake) هي بحيرة طبيعية تقع في مقاطعة جينيسي بولاية نيويورك في الولايات المتحدة. تبلغ مساحة البحيرة حوالي 18.4 كيلومتر مربع، ويصل أقصى عمق لها إلى 20 متر.

## الجغرافيا
تقع البحيرة ضمن منطقة جبلية منخفضة، وتغذيها مياه الأمطار والينابيع الجوفية. تحيط بها مناطق غابات طبيعية، وتتميز بمياهها النظيفة والهادئة.